# Agència de les Nacions Unides per als Refugiats de Palestina al Pròxim Orient

Logo

L'Agència de les Nacions Unides per als Refugiats de Palestina al Pròxim Orient (UNRWA) és una organització de les Nacions Unides que proporciona i atén el desenvolupament, l'educació, la salut, els serveis socials i l'ajuda d'emergència a més de quatre milions de refugiats palestins que viuen a Jordània, Líban i Síria, com així com a Cisjordània i la Franja de Gaza, sent-ne la principal organització compromesa.
Es va establir després de la guerra araboisraeliana de 1948 per l'Assemblea General de Nacions Unides en virtut de la Resolució 302, de 8 de desembre de 1949. Aquesta resolució es va aprovar per unanimitat, amb el suport exprés d'Israel i els Estats àrabs, i amb l'abstenció dels països de l'Est i Sud-àfrica.
Va entrar en funcions l'1 de maig de 1950, i l'Assemblea General ha renovat successivament el seu mandat.

## Refugiats
A l'efecte del seu propi mandat, la UNRWA considera refugiats als qui ha d'atendre en totes les seves facetes als «palestins el lloc de residència habitual dels quals era l'antic Mandat Britànic de Palestina entre juny de 1946 i maig de 1948, i que van perdre la seva llar i els seus mitjans de subsistència amb la guerra araboisraeliana de 1948» i els seus descendents, en total més de 4 milions. Així, l'organització atén 58 camps de refugiats palestins, on limita la seva participació en l'ajuda i la prestació de serveis, però no a les accions de govern o policia, que corresponen i són obligació del país amfitrió. De manera general, la situació dels quals habiten els camps de refugiats és de pobresa, amb una alta densitat de població i amb infraestructures bàsiques insuficients.

## Programes i serveis
El 2008 la UNRWA tenia desplaçats un total de 23.5000 funcionaris (el 99% dels quals són refugiats palestins del conflicte de 1948 o els llurs descendents) en més de 900 instal·lacions, pròpies o en les quals només col·labora. L'àrea de treball a la qual es destinen més fons (el 50%), és la de l'educació, amb gairebé mig milió d'alumnes en més de 600 centres, pràcticament tots d'educació primària, encara que prop de 5.000 acudeixen a centres de formació professional. Manté 197 beques universitàries anuals i centres de formació per al professorat a Jordània, Líban i Cisjordània. A l'àrea de la salut manté 122 centres mèdics, la majoria d'atenció primària, així com servei d'urgències i un hospital de 43 llits a Cisjordània, a més de diversos projectes de salut comunitària i mediambiental. Va col·laborar també en la creació, amb la Unió Europea, de l'Hospital Europeu de Gaza, amb capacitat per 232 llits prop de la ciutat de Khan Yunis, acabat en 1996, i lliurat a l'Autoritat Nacional Palestina en 1999. En 2002, la xifra de visites als centres fou de nou milions. Les ajudes alimentàries directes arriben a unes 225.000 persones que no poden susbsistir als camps de refugiats. D'altra banda, a cadascun dels conflictes entre Israel i els països àrabs presta ajuda humanitària d'emergència, accentuada a Gaza i Cisjordània on es presta de forma contínua des de 2000.

## Infiltració de Hamàs
El 7 d'octubre de 2023, Hamàs i diversos altres grups militants palestins van llançar incursions armades coordinades des de la Franja de Gaza al sud d'Israel coincidint amb la festa religiosa jueva Simhat Torà. Els atacs van iniciar la Guerra entre Israel i Gaza de 2023.
Segons els informes d'intel·ligència israelians basats en mètodes que incloïen intel·ligència de senyals, seguiment de telèfons mòbils i interrogatoris, 4-12 empleats de l'UNRWA van participar en els atacs del 7 d'octubre a Israel. Aquests empleats, inclosos diversos professors d'escola, són acusats de participar en diverses capacitats, que van des de papers en la logística i l'adquisició d'armes fins al segrest i la participació directa en els atacs, inclosa la massacre de Be'eri. Un informe d'intel·ligència israelià va al·legar que al voltant del deu per cent dels 13.000 empleats de l'UNRWA a la Franja de Gaza tenen connexions amb grups militants islamistes, principalment Hamàs i el Gihad Islàmic Palestí. L'informe va al·legar a més que 190 empleats de la UNRWA eren militants de Hamàs o del Gihad Islàmic mentre que també eren empleats de la UNRWA.
El 26 de gener de 2024, l'Agència de les Nacions Unides per als Refugiats de Palestina al Pròxim Orient (UNRWA) va anunciar que investigava les acusacions, presentades per Israel gairebé dues setmanes abans, de la participació dels seus empleats en els atacs de Hamàs el 7 d'octubre contra Israel.
Philippe Lazzarini, el comissari general de la UNRWA, va dir que l'organització havia acomiadat els empleats implicats i va iniciar una investigació, afegint que qualsevol personal que es trobés compromès en actes de terror s'enfrontaria a conseqüències. El secretari general de l'ONU, António Guterres, va dir que nou empleats de l'UNRWA havien estat acomiadats, un va morir, i les identitats de dues persones més implicades en el cas es van aclarir.
La controvèrsia va provocar la condemna internacional, liderant diversos països, inclosos els Estats Units, Alemanya, Japó, França, el Regne Unit, Canadà,Austràlia, Itàlia, Finlàndia, Islàndia, Països Baixos, Suïssa, Estònia, Àustria, Romania, Nova Zelanda, Letònia, Lituània i Suècia, per aturar el finançament de la UNRWA pendent de nous desenvolupaments. El 2022, aquestes nacions van proporcionar un total combinat de més de 913 milions de dòlars estatunidencs en finançament; el finançament total de l'UNRWA en aquell any va ser de 113 milions de dòlars. Dels 20 països donants més importants del 2022, només Noruega, l'Aràbia Saudita, Turquia, Espanya, Bèlgica, Kuwait i Qatar van optar per no retallar el seu finançament.
Els funcionaris dels Estats Units diuen que el finançament dependrà d'una recerca creïble i reconeixen que no hi ha una alternativa real al OOPS. El portaveu del Consell Nacional de Seguretat de la Casa Blanca, John Kirby, va dir que "no impugnem la bona feina de tota una agència a causa de la possible mala acció d'un petit nombre".

### Prohibició d'actuar a Israel i Gaza i suspensió del finançament nord-americà
El parlament israelià va prohibir el 28 d'octubre de 2024 l'activitat de l'agència en el seu territori per la seva vinculació amb Hamàs, i amb l'accés al poder del nou President dels Estats Units Donald Trump, es va suspendre el finançament del govern nord-americà a l'UNRWA.